# Чорноріченський
Чорнорі́ченський (рос. Чёрнореченский) — селище у складі Верхньокамського району Кіровської області, Росія, хоча і знаходиться на території Гайнського району сусіднього Пермського краю. Входить до складу Лісного міського поселення.

## Населення
Населення становить 20 осіб (2010, 189 у 2002, 2184 у 1989, 3894 у 1979, 7652 у 1970).
Національний склад станом на 2002 рік — росіяни 76 %.

## Історія
Селище було засноване у середині 1950-их років як один із пунктів Вятлага. 1963 року селище отримало статус селища міського типу, однак втратило його 1999 року. після закриття колоній, населення почало стрімко виїжджати.